# 馬寄村
馬寄村（うまよせむら）は、愛知県中島郡にあった村。現在の一宮市の一部にあたる。

## 地理
日光川上流の右岸に位置していた。

## 歴史
- 江戸時代は尾張藩領、北方代官所支配であった[2]。
- 1889年（明治22年）10月1日、町村制の施行により、中島郡馬寄村が単独で村制施行し、馬寄村が発足[1][2]。大字は編成せず[2]。
- 1906年（明治39年）5月10日、中島郡神戸村、開明村と合併し、今伊勢村を新設して廃止された[1][2]。合併後、今伊勢村馬寄となる[2]。

### 地名の由来
伊勢神宮に新封戸を奉納したので今寄と称したが、「イマ」がなまったもの。

## 産業
- 農業[2]
- 1899年（明治32年）頃、養蚕、野菜栽培などが盛んになる[2]。

## 教育
- 馬寄学校が所在[2]。1892年（明治25年）馬寄尋常小学校に改称[2]。

## 名所・旧跡
- 石刀神社[2]